# نابغه (فیلم۱۹۹۹)
نابغه (انگلیسی: Genius) یک فیلم سینمایی ساخته شبکه دیزنی به کارگردانی رود دنیل است .